# Borut Alujevič
Borut Alujevič, slovenski gledališki igralec, * 16. maj 1942, Ljubljana, † 25. junij 2024, Celje.
Po diplomi na ljubljanski Akademiji za gledališče, radio, film in televizijo se je zaposlil v Slovenskem ljudskem gledališču Celje in tam ustvaril več kot 80 vlog. Od leta 1986 do 2007 je matično gledališče tudi vodil.